# Serie 102 de Renfe
La serie 102 de Renfe es una serie de trenes de alta velocidad de la empresa ferroviaria española Renfe Viajeros fabricados por Talgo en asociación con Bombardier. Inicialmente se diseñó  para dar servicio a la línea de alta velocidad Madrid-Levante, y se presupone se use en la futura línea de alta velocidad del Corredor Mediterráneo cuando esta esté terminada. También se usa en las composiciones que cubren la línea Madrid-Málaga, Madrid-Granada, Madrid-Orense, Orense-Alicante, Madrid-Burgos y Madrid-León.

## Características
Básicamente es un tren Talgo que sigue los principios de esta empresa: ligereza, coches articulados, pendulación natural, centro de gravedad bajo aunque con varias mejoras en los ejes para soportar velocidades de 350 km/h. A pesar de que los 8000 kW ofrecen una velocidad máxima de 375 km/h, la velocidad comercial autolimitada de las 2 motrices es de 330 km/h.
Aunque en primera instancia se hizo un pedido a Talgo de 16 unidades en 2002, que comenzaron a entregarse en 2004, posteriormente se aprobó ampliar la cifra de 16 unidades hasta 46, correspondiendo las 30 unidades nuevas a la Serie 112 de Renfe.
Cada tren consta de 12 coches Talgo 350 todos ellos de pasajeros, ya que las propias máquinas guían los ejes del sistema de ejes guiados que usa Talgo en todos sus trenes. De los 12 coches, 6 son de clase turista, 1 cafetería, 3 clase preferente y 2 clase club.
Como curiosidad, este tren se llama habitualmente pato por la forma aerodinámica del testero de las máquinas que recuerda a estas aves. Según sus constructores, este diseño evita ruidos por la resistencia del aire a gran velocidad.